# Sántha Attila
Sántha Attila (Kézdivásárhely, 1968. március 5. –) erdélyi magyar költő, az Erdélyi Magyar Írók Ligájának volt elnöke.

## Életútja
Középiskoláit szülővárosában végezte (1986); a Babeș–Bolyai Tudományegyetemen szerzett magyar–angol szakos tanári diplomát (1995), majd Szegeden doktorált (1999). 1992-től az Echinox magyar oldalainak szerkesztője volt; 1994 decemberében létrehozta az Előretolt Helyőrség c. folyóiratot, amelynek – később könyvsorozattá átalakult formájában is – szerkesztője. 1999–2000-ben az Oktatási és Nevelési Minisztériumban államtitkári tanácsos, 2000–2002 között a Sapientia EMTE irodavezetője, 2002–2004 között az Erdélyi Magyar Írók Ligájának ügyvezetője, 2004–2005 között elnöke, a kézdivásárhelyi Zelegor Kiadó alapítója (2006). 2006-ban hazaköltözött Székelyföldre, azóta Kézdiszászfaluban él, szabadúszó.

## Munkássága
Első versei az Utunkban jelentek meg 1985-ben, azóta rendszeresen közöl hazai és magyarországi lapokban. Ahhoz az írói csoporthoz tartozik, amely az Előretolt Helyőrség című folyóirat és az Erdélyi Híradó kiadó körül tömörült. Ő az újdonságnak számító transzközép elindítója, ideológusa és teoretikusa. „Az Előretolt Helyőrség programos kiadványának szerzője – írja róla Fried István –, aki antiideologikus ideológiát szegez egyfelől a küldetésesként artikulálódó költészetteória ellen, másfelől nem hisz, pontosabban nem eléggé hisz abban a palimpszesztus-módszerben, amely (a »költőiség« őrzőjeként) a hagyománytörténésben beleszövi a maga költészetét a világköltészet szövedékébe, áttetsző maszkokat öltve, egyetlen költészetváltozatot sem utasítva el, számosat az önmagáéba integrálva.”
Első kötetének verseiben – Balázs Imre József szerint – többféle irodalmi hagyományból merít, leggyakrabban Christian Morgensternből, de találkozunk verseiben Edward Lear-reminiszcenciákkal, Nietzsche-aforizmák sugallatával, sűrű utalásokkal Münchhausen báróra vagy a Rejtő Jenő-ponyvaregényből ismert Troppauer Hümérre. Ennek a költészetnek a nyelve tudatosan nyit a szubkultúra felé: szándékoltan köznapi, sőt olykor az obszcenitásig menően közönséges. Második kötetében a székely nyelvjárás és népköltészet elemeiből merít, ebből kiindulva teremt egy fiktív nyelvet, amely az abszurd felé nyit, de ugyanakkor egyfajta titokzatosságba is burkolja világát. Később ezt a vonalat viszi tovább, eljutva a poétikai regiszter határáig, sőt át is lépve azon. Egyfajta „anti-irodalom” ez, amellyel programszerűen kívánja meghökkenteni olvasóit.
A tízezer példányban megjelent Kemál és Amál című verseskötetében a popularitás lehetőségeit próbálja ki a költészetben. Tamási Piroska szerint „Sántha Attila több költői ént állít elénk, több korból, de ezek mintha mégis viselnének közös vonásokat: a minőséget (látszólag) nem ismerik, a hitelességet nem hiszik, a kultúrában csalódtak (volna?), érdeklődésük perifériális, képzettségüket (ha van) eszközként kezelik a klasszikus értékskálán el nem fogadott igényeik kielégítésére, a kiegyensúlyozottságra pedig sem jogot, sem esélyt nem kaptak. Élnek. Túlélnek.”
A Razglednicák című kötetében Pécsi Györgyi szerint a lázadás tovább él, a szerző a globalizáció és az egyetemes elbizonytalanodás idején a lokálist, a provinciát vállalja fel:„Sántha Attila a kilencvenes évek elején elhíresült radikális kolozsvári Előretolt helyőrség programadó költőjeként kezdte pályáját – elutasította a pátoszos kisebbségi szerepvállalást, a kisebbségi szerepbe való fordulást/menekülést, csak modern költő akart lenni. Ahogy akkor kor-adekvát válasz volt szembefordulása a beszűkített világlátás ellen, az utóbbi időkre ugyanúgy kor-adekvát válasz a székely-magyar sors, az identitás, az eredet, a lokális emberi kapcsolatok fókuszba emelése. Éppoly lázadás és tiltakozás a provincia vállalása ma, a globalizáció és egyetemes elbizonytalanodás idején, mint negyedszázada a Helyőrség provinciaellenessége. Időközben ugyanis – éppen csak, mint a föld mágneses pólusai – a megmentendő értékek helyet cseréltek.”
Írásait többek közt a Helikon, Korunk, Látó, Echinox, Székelyföld, Alföld, Tiszatáj, Magyar Napló, Pompeji, Symposion, Bárka és a Contrapunct, Dilema, Poesis, Art-Panorama közli.
Gondozásában jelent meg Laji bá’ Szini Lajos Küsdeg nyüszkölések (Kézdivásárhely, 2005 és Kézdivásárhely, 2007), Duma István András Csángó mitológia (Kézdivásárhely, 2005) és Hosszu Zoltán Dani bá’ (Kézdivásárhely, 2007) c. kötete.
A Székely szótár és annak bővített, javított, etimológiákat is tartalmazó második kiadása, a Bühnagy székely szótár nagyban hozzájárult a nyelvjárási elemekben bővelkedő székely irodalom újbóli megerősödéséhez.
2018 júliusa óta az Erdélyi Előretolt Helyőrség felelős szerkesztője.

## Kötetei (válogatás)
- Mór dalok. Versek; Mentor, Marosvásárhely, 1995
- Münchhausen báró csodálatos versei; Erdélyi Híradó, Kolozsvár, 1995 (Előretolt helyőrség könyvek)
- Az ír úr; Erdélyi Híradó, Kolozsvár, 1999
- Szini Lajos (Laji bá'): Küsdeg nyüszkölések; szerk. Sántha Attila; Havas, Kézdivásárhely, 2004
- Kemál és Amál; Ulpius-ház, Budapest, 2004
- Székely szótár; Havas, Kézdivásárhely, 2004
- Írások könyve. Az élet apró dolgairól; Erdélyi Híradó–Előretolt Helyőrség Szépirodalmi Páholy, Kolozsvár, 2010 (Előretolt helyőrség könyvek)
- Razglednicák; Erdélyi Híradó–Előretolt Helyőrség Szépirodalmi Páholy, Kolozsvár, 2013
- Székely szótár; Zelegor, Kézdivásárhely, 2015
- Bühnagy székely szótár; 2. átdolg., jav., bőv. kiad.; Kárpát-medencei Tehetséggondozó Nonprofit Kft., Budapest, 2018 (Székely termék)
- Fodor úr, a boldog óriás (Fodor Sándor-monográfia); Zelegor Kiadó, Kézdivásárhely, 2018
- Székely szótár küssebb s nagyobbacska gyermekeknek és cinkáknak; Kárpát-medencei Tehetséggondozó Nonprofit Kft.–Előretolt Helyőrség Íróakadémia, Budapest, 2019
- Hogyan menjünk radinába lërhëz?; Kárpát-medencei Tehetséggondozó Nonprofit Kft., Budapest, 2019 (Székely termék sorozat)
- Ágtól ágig; Előretolt Helyőrség Íróakadémia, Bp., 2021

## Díjak, elismerések
- Sziveri-díj (1996)[5]
- A Kolozsvári Írók Egyesületének díja (1996)
- Az Erdélyi Magyar Írók Ligájának Méhes György-nagydíja (2010)[6]
- Székelyföld-díj (2012)[7]
- Bálint András-díj (2015)[8]
- Magyar Művészetért díj (2017)[9]
- A Magyar PEN-Club Janus Pannonius Filius Ursae-díja (2018)[10]
- Magyar Arany Érdemkereszt (2018)[10]
- Erdélyért díj (2018)[11]
- József Attila-díj (2019)[12]
- Tegyünk Kézdiszékért!-díj (2020)[13]
- Magyarország Babérkoszorúja díj (2023)

## Fontosabb tanulmányai
2010
- - A valamivel való ellátottságot kifejező, magyar -gy, -d vagy -sd képzős helynevek Moldvában – Corod (Kóród), Corogea (Kórógy), Cuejdiu (Kövesd), Helegiu (Halogy). Székelyföld XIV. 2010. 11.

2012
- - Három magyar eredetű besszarábiai helynév: Orhei. Székelyföld XVI. 2012. 2, Moldvai Magyarság XXIII. 2013. 2, 3, 4, 5, 6.
  - Ő, Akit Babbának Neveznek – a Vasorrú Bábától Babba Máriáig. Székelyföld XVI/7. 2012
  - A csángó népnév 1746-os és 1762-es említései. Moldvai Magyarság XXII. 2012. 6. (16.)
  - A besszarábiai Mugyiló magyarjairól. Moldvai Magyarság XXII. 2012. 7. (9–11.)
  - A milkói kun püspökség nyomai a toponímiában – puszta személynévi eredetű magyar helynevek a Milkó és a Putna folyók mentén. Moldvai Magyarság XXII. 2012. 9. (6–7), XXII. 2012. 10. (14–15.)
  - A milkói kun püspökség nyomai Észak-Vráncsa mikrotoponímiájában. Moldvai Magyarság XXII. 2012. 11. (14–16.)

2013
- - Bernardo Silvestri „homályos helynevei”. Moldvai Magyarság XXIII. 2013. 1. (14–15.)
  - Toponimele „vagi” ale lui Bernardo Silvestri. Moldvai Magyarság XXIII. 2013. 1. (15–16.)
  - A titokzatos „gyimesi apátúrság” helynévi nyomairól. Helikon, XXIV. 2013. 2.
  - Trei toponime Orhei de origine maghiară din Basarabia. Moldvai Magyarság XXIII. 2013. 2, 3, 4, 5, 6.
  - Észak-Vráncsa toponímiájáról: Nereju és Năruja. Moldvai Magyarság XXIII. 2013. 7. (14–15.)
  - A hajdani Săcuieni megye helynévanyagából (Homorâciu 'hamarügy', Sibiciu 'szépügy'. Moldvai Magyarság XXIII. 2013. 8. (8–10.)
  - Hamisítvány-e a Csíki székely krónika? (1. rész). Székelyföld XVII. 2013. 9. (87–139.)
  - Hamisítvány-e a Csíki székely krónika? (2. rész). Székelyföld XVII. 2013. 10
  - Hamisítvány-e a Csíki székely krónika? (3. rész). Székelyföld XVII. 2013. 11.
  - Hamisítvány-e a Csíki székely krónika? (4. rész). Székelyföld XVII. 2013. 12
  - Iorga és a Kárpátokon kívüli, korai székelység. Moldvai Magyarság XXIII. 2013. 9. (10–11.)
  - Nicolae Iorga și problema etniei secuiești timpurii din zona extra-carpatică. Moldvai Magyarság XXIII. 2013. 10. (10–11.)
  - Legenda Sfântului Ladislau în Hronicul.. lui Dimitrie Cantemir. Moldvai Magyarság XXIII. 2013. 11-12.
  - A Dimitrie Cantemir Krónikájába foglalt Szent László-legenda. Moldvai Magyarság XXIII. 2013. 11-12.

2014
- - „Craiul Laslău” és a húshagyat. Moldvai Magyarság XXIV. 2014. 2. (16-18)
  - „Craiul Laslău” si lasata secului. Moldvai Magyarság XXIV. 2014. 2. (18-20)
  - Moldva első és második alapításáról. Moldvai Magyarság XXIV. 2014. 3. (7-9)
  - Despre prima si a doua intemeiere a Moldovei. Moldvai Magyarság XXIV. 2014. 3. (9-11)
  - Moldva megalapításáról és a románok Máramarosba való letelepedéséről. Moldvai Magyarság XXIV. 2014. 4. (14-17)
  - Despre intemeierea Moldovei si despre descalecatul romanilor in Maramures. Moldvai Magyarság XXIV. 2014. 4. (18-21)
  - Magyar helynevek a dél-ukrajnai Új-Szerbiában. Moldvai Magyarság XXIV. 2014. 5. (14-16)
  - Toponime maghiare in fosta Noua Serbie din ucraina de Sud. Moldvai Magyarság XXIV. 2014. 5. (17-19)
  - Kurucok, székelyek és csángók Drél-Ukrajnában. Moldvai Magyarság XXIV. 2014. 6.
  - Curuti, secui si ceangai In Ucraina de Sud. Moldvai Magyarság XXIV. 2014. 6.
  - A Száraz-Szeret (Asszuszeret) és Galac magyar nyomai. Moldvai Magyarság XXIV. 2014. 7.
  - Siretul Sec si urmele maghiare ale Galatiului. Moldvai Magyarság XXIV. 2014. 7.
  - Moldva katolikus helyneveiről (Brateș és családja, Captalan, Apa Asău). Moldvai Magyarság XXIV. 2014. 8.
  - Despre toponimele catolice ale Moldovei (Brateș, Captalan, Apa Asău). Moldvai Magyarság XXIV. 2014. 8.
  - László magyar király aranyszövete (újabb adalék a Szent László – Craiul Laslău azonosításhoz). Moldvai Magyarság XXIV. 2014. 9.
  - Tesatura de aur a craiului maghiar Laslau (o noua informatie privind identificarea Sfantul Ladislau – Craiul Laslău). Moldvai Magyarság XXIV. 2014. 9.
  - 14-15. századi magyar birtokosok Vaslui megyében Moldvai Magyarság XXIV. 2014. 10.
  - Moşieri maghiari din judeţul Vaslui în secolele XIV–XV. Moldvai Magyarság XXIV. 2014. 10.
  - Magyarok a budzsáki Cahul megyében. Moldvai Magyarság XXIV. 2014. 11.
  - Maghiarii în judeţul Cahul din Bugeac. Moldvai Magyarság XXIV. 2014. 11.
  - Újabb budzsáki magyar nyomok. Moldvai Magyarság XXIV. 2014. 12.
  - Noi vestigii toponimice maghiare din Bugeac. Moldvai Magyarság XXIV. 2014. 12.

2015
- - Forrófalva és Halmágy a Budzsákban. Moldvai Magyarság XXV. 2015. 1.
  - Halmagea / Halmaj şi Faraoanii din Bugeac. Moldvai Magyarság XXV. 2015. 1.
  - Ragadozó madarak a moldvai helynevekben. Moldvai Magyarság XXV. 2015. 2.
  - Păsările răpitoare din toponimele moldovenești. Moldvai Magyarság XXV. 2015. 2.
  - A Moldva névről és Ómoldova 1211es említéséről. Moldvai Magyarság XXV. 2015. 3.
  - Despre toponimul Moldova și despre o menţionare din 1211 a toponimului Moldova Veche. Moldvai Magyarság XXV. 2015. 3.
  - A milkói püspökség a szászok történeti tudatában. Moldvai Magyarság XXV. 2015. 4.
  - Episcopia de la Milcov in constiinta istorica a sasilor. Moldvai Magyarság XXV. 2015. 4
  - Mennyire „bolgárok” a szkíták? Moldvai Magyarság XXV. 2015. 5.
  - Cat de „bulgari” sunt scitii? Moldvai Magyarság XXV. 2015. 5.
  - A Duna bal felén lakó, X-XI. Századi szkítákról. Moldvai Magyarság XXV. 2015. 6.
  - Despre scitii din stanga Dunarii (secolele X-XI.) Moldvai Magyarság XXV. 2015. 6.
  - Dacia Alpestris szkítái, a székelyek. Moldvai Magyarság XXV. 2015. 7.
  - Secuii = scitii Daciei Alpestris. Moldvai Magyarság XXV. 2015. 7.
  - A második bizánci hadtest az 1167-es, Magyarország elleni háborúban. Moldvai Magyarság XXV. 2015. 8.
  - Participarea celui de-al doilea corp de armata bizantin in razboiul din 1167 impotriva Ungariei. Moldvai Magyarság XXV. 2015. 8.
  - A harmadik bizánci hadtest az 1167-es, Magyarország elleni háborúban. Moldvai Magyarság XXV. 2015. 9.
  - Participarea celui de-al treilea corp de armata bizantina in razboiul din 1167 impotriva Ungariei. Moldvai Magyarság XXV. 2015. 9.
  - Magyar eredetű helynév Chisinau környékén: Ghidighici (Hegedűs). Moldvai Magyarság XXV. 2015. 10.
  - Toponime de origine maghiara de langa Chisinau: Ghidighici (Hegedűs) Moldvai Magyarság XXV. 2015. 10.
  - A csángó, belülről nézve (Duma-István András új könyvéről). Moldvai Magyarság XXV. 2015. 11.
  - Ceangaii cazuti din interior (despre o noua carte a lui Duma-István András). Moldvai Magyarság XXV. 2015. 11.
  - Személynévi eredetű moldvai helynevek (A-F), magyar szemszögből. Moldvai Magyarság XXV. 2015. 12.
  - Toponime personale din Moldova (A-F), privite dintr-un unghi maghiar. Moldvai Magyarság XXV. 2015. 12.
  - Campo Chigla = Câmpul Chilia = Onglosz (avagy hol húzódtak meg a székelyek Attila birodalmának elromlása után) . Székelyföld XIX. 2015. 8.

2016
- - Személynévi eredetű moldvai helynevek (G-N), magyar szemszögből. Moldvai Magyarság XXVI. 2016. 1.
  - Toponime personale din Moldova (G-N), privite dintr-un unghi maghiar. Moldvai Magyarság XXVI. 2016. 1.
  - Személynévi eredetű moldvai helynevek (O-Z), magyar szemszögből. Moldvai Magyarság XXVI. 2016. 2.
  - Toponime personale din Moldova (O-Y), privite dintr-un unghi maghiar. Moldvai Magyarság XXVI. 2016. 2.
  - Egy 1702-es levél több ezer budzsáki magyarról. Moldvai Magyarság XXVI. 2016. 3.
  - O scriosare din 1702 care ne instiinteaza despre existenta a mai multor mii de maghiari in Bugeac. Moldvai Magyarság XXVI. 2016. 3.
  - Lőrinc milkói püspök leveléről (1.) Moldvai Magyarság XXVI. 2016. 4.
  - Despre scrisoarea episcopului de la Milcov, Laurentiu (1.) Moldvai Magyarság XXVI. 2016. 4.
  - Lőrinc milkói püspök leveléről (2.) Moldvai Magyarság XXVI. 2016. 5.
  - Despre scrisoarea episcopului de la Milcov, Laurentiu (2.) Moldvai Magyarság XXVI. 2016. 5.
  - A moldvai Barlad helynévről. Moldvai Magyarság XXVI. 2016. 9.
  - Despre etimologia toponimului Barlad din Moldova. Moldvai Magyarság XXVI. 2016. 9.
  - Székelyek az 5.-11. században (1. rész). Székelyföld XX. 2016. 3.
  - Székelyek az 5.-11. században (2. rész) Székelyföld XX. 2016. 4.
  - Székelyek az 5.-11. században (3. rész) Székelyföld XX. 2016. 6.